# Rock n Roll (bài hát của Avril Lavigne)
"Rock n Roll" là một bài hát của nữ nghệ sĩ người Canada gốc Pháp Avril Lavigne. Bài hát được lấy từ album phòng thu thứ 5 mang tên mình và được Epic Records vào ngày 27 tháng 8 năm 2013 phát hành thành đĩa đơn thứ hai của cô. "Rock n Roll" do Lavigne, David Hodges, Chad Kroeger, Jacob Kasher Hindlin, Rickard B. Göransson và Peter Svensson đồng sáng tác và được sản xuất bởi Peter Svensson.